# بخش مرکزی شهرستان کرمان
بخش مرکزی شهرستان کرمان یکی از بخش‌های شهرستان کرمان در استان کرمان ایران است.

## تقسیمات کشوری
- بخش مرکزی شهرستان کرمان 
  - دهستان اختیارآباد
  - دهستان باغین
  - دهستان درختنگان
  - دهستان زنگی‌آباد

شهرها: کرمان ، باغین ، زنگی‌آباد ، اختیارآباد

## جمعیت
بنابر سرشماری مرکز آمار ایران، جمعیت بخش مرکزی شهرستان کرمان در سال ۱۳۸۵ برابر با ۵۷۸۷۰۱ نفر بوده است.